# Angles (Vendée)
Pour les articles homonymes, voir Angles.
Angles est une commune du Centre-Ouest de la France située dans le département de la Vendée et la région des Pays-de-la-Loire.
Administrativement rattachée à l’arrondissement des Sables-d’Olonne, Angles est l’une des vingt communes fondatrices de Vendée-Grand-Littoral, une structure intercommunale créée en 2017 sous le nom de « communauté de communes Moutierrois-Talmondais », issue de la fusion du Pays-Moutierrois et du Talmondais. Avec ses 2 966 habitants (recensement de 2022), elle constitue la deuxième commune la plus peuplée — d’après la population légale, derrière celle de Talmont-Saint-Hilaire.
Historiquement rattachée au Poitou, la commune dispose de deux agglomérations nettement délimitées : le bourg principal, qui lui donne son nom, et Moricq, qui abrite la tour de Moricq. C’est au sud de ce village, en bordure du Lay, que le port de Moricq admet une activité jusqu’au XXe siècle. Angles jouit depuis les années 1990 d’un développement démographique lié à son caractère rétro-littoral, à l’arrière-pays de communes balnéaires du sud-ouest de la Côte de Lumière, en particulier La Tranche-sur-Mer, Longeville-sur-Mer et L’Aiguillon-la-Presqu’île.
À cheval entre la « plaine du Bas-Poitou », en particulier la plaine d’Angles, et le Marais poitevin, le territoire municipal est marqué par un grand nombre de prairies, dont le marais communal de Moricq et celui du Bourg et de la Ville. La commune est membre du parc naturel régional du Marais poitevin depuis 2014.

## Géographie
Le territoire municipal d'Angles s'étend sur 3 342 hectares. L'altitude moyenne de la commune est de 2 mètres, avec des niveaux fluctuant entre 1 et 22 mètres,.
| - OpenStreetMap Limite communale. |

Située à quelques kilomètres de l'océan Atlantique dans le Marais poitevin.
| Le Bernard         | La Jonchère        | Saint-Benoist-sur-Mer |
| Longeville-sur-Mer | Angles             | Grues                 |
|                    | La Tranche-sur-Mer |                       |

### Climat
Pour des articles plus généraux, voir Climat des Pays de la Loire et Climat de la Vendée.
En 2010, le climat de la commune est de type climat méditerranéen altéré, selon une étude du CNRS s'appuyant sur une série de données couvrant la période 1971-2000. En 2020, Météo-France publie une typologie des climats de la France métropolitaine dans laquelle la commune est exposée à un climat océanique et se trouve dans la région climatique Bretagne orientale et méridionale, Pays nantais, Vendée, caractérisée par une faible pluviométrie en été et une bonne insolation.
Pour la période 1971-2000, la température annuelle moyenne est de 12,4 °C, avec une amplitude thermique annuelle de 13,4 °C. Le cumul annuel moyen de précipitations est de 785 mm, avec 12,1 jours de précipitations en janvier et 6 jours en juillet. Pour la période 1991-2020, la température moyenne annuelle observée sur la station météorologique installée sur la commune est de 13,2 °C et le cumul annuel moyen de précipitations est de 869,3 mm,. Pour l'avenir, les paramètres climatiques de la commune estimés pour 2050 selon différents scénarios d'émission de gaz à effet de serre sont consultables sur un site dédié publié par Météo-France en novembre 2022.
| Mois                                  | jan.           | fév.             | mars           | avril           | mai           | juin        | jui.          | août         | sep.        | oct.            | nov.          | déc.            | année    |
| ------------------------------------- | -------------- | ---------------- | -------------- | --------------- | ------------- | ----------- | ------------- | ------------ | ----------- | --------------- | ------------- | --------------- | -------- |
| Température minimale moyenne (°C)     | 3,2            | 2,7              | 4,5            | 6,2             | 9,8           | 12,8        | 14,4          | 14,2         | 11,6        | 9,4             | 5,7           | 3,5             | 8,2      |
| Température moyenne (°C)              | 6,6            | 6,9              | 9,5            | 11,8            | 15,4          | 18,7        | 20,5          | 20,5         | 17,7        | 14,2            | 9,8           | 7               | 13,2     |
| Température maximale moyenne (°C)     | 10             | 11,2             | 14,5           | 17,4            | 20,9          | 24,5        | 26,7          | 26,8         | 23,7        | 18,9            | 13,8          | 10,5            | 18,2     |
| Record de froid (°C) date du record   | −14 14.01.1987 | −10,5 10.02.1986 | −10,5 01.03.05 | −4,8 11.04.1978 | 0 04.05.1979  | 5 01.06.06  | 7 11.07.04    | 6 30.08.1986 | 3 27.09.10  | −2,4 30.10.1997 | −6,5 16.11.07 | −9,5 31.12.1996 | −14 1987 |
| Record de chaleur (°C) date du record | 16,5 27.01.02  | 21,5 15.02.1998  | 27 19.03.05    | 29 14.04.15     | 33,5 29.05.01 | 39 27.06.19 | 38,6 18.07.06 | 41 07.08.03  | 35 03.09.05 | 31,2 01.10.11   | 22 01.11.15   | 17 01.12.11     | 41 2003  |
| Précipitations (mm)                   | 89,6           | 70,5             | 63,1           | 62,5            | 53,3          | 44          | 46,9          | 49,1         | 68,4        | 101,8           | 112,6         | 107,5           | 869,3    |

## Urbanisme

### Typologie
Au 1er janvier 2024, Angles est catégorisée bourg rural, selon la nouvelle grille communale de densité à sept niveaux définie par l'Insee en 2022.
Elle appartient à l'unité urbaine d'Angles, une unité urbaine monocommunale constituant une ville isolée,. La commune est en outre hors attraction des villes,.
La commune, bordée par l'estuaire du Lay, est également une commune littorale au sens de la loi du 3 janvier 1986, dite loi littoral. Des dispositions spécifiques d’urbanisme s’y appliquent dès lors afin de préserver les espaces naturels, les sites, les paysages et l’équilibre écologique du littoral, tel le principe d'inconstructibilité, en dehors des espaces urbanisés, sur la bande littorale des 100 mètres, ou plus si le plan local d’urbanisme le prévoit.

### Occupation des sols
L'occupation des sols de la commune, telle qu'elle ressort de la base de données européenne d’occupation biophysique des sols Corine Land Cover (CLC), est marquée par l'importance des territoires agricoles (90,7 % en 2018), en diminution par rapport à 1990 (93,7 %). La répartition détaillée en 2018 est la suivante : 
prairies (60,7 %), terres arables (27,3 %), zones urbanisées (9,3 %), zones agricoles hétérogènes (2,7 %). L'évolution de l’occupation des sols de la commune et de ses infrastructures peut être observée sur les différentes représentations cartographiques du territoire : la carte de Cassini (XVIIIe siècle), la carte d'état-major (1820-1866) et les cartes ou photos aériennes de l'IGN pour la période actuelle (1950 à aujourd'hui).

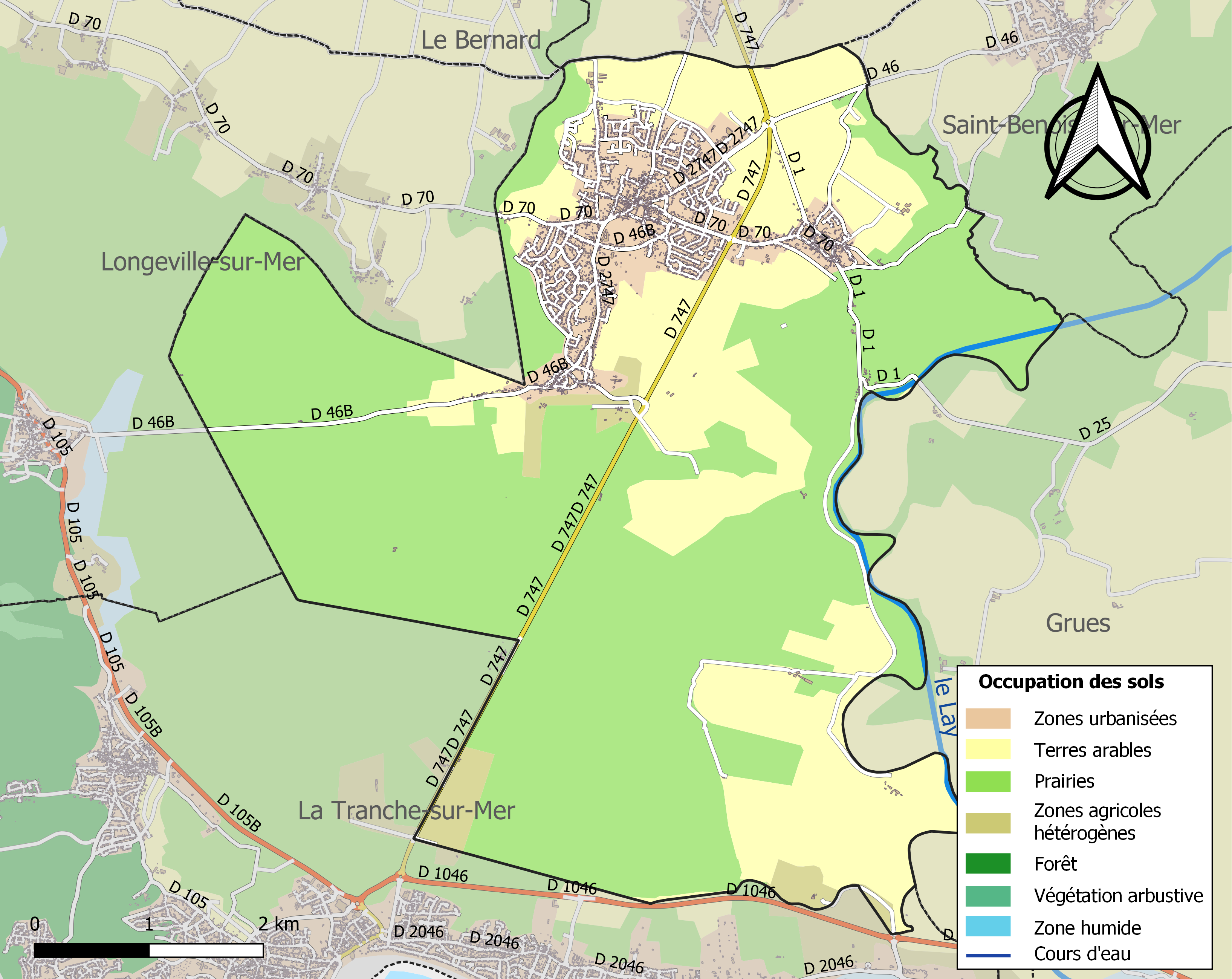
Carte des infrastructures et de l'occupation des sols de la commune en 2018 (CLC).

## Toponymie
En poitevin, la commune est appelée Anglle.

## Histoire
Des sites paléolithiques (Moustérien) ont été identifiés entre le bourg d'Angles et le lieudit du Moulin de Moricq. Le Menhir de Léau avait été déplacé de son hameau d'origine jusque dans le bourg mais il n'en reste aucune trace. De même pour la Pierre-Levée de Moricq. Une importante cachette d'objets en bronze (7 haches et 3 moules de bronze) a été découverte au lieudit la Ville.
La ville d'Angles est célèbre pour la légende de la bête du Troussepoil, qui domine l'église de son centre-ville.
Cette église, dédiée à la Vierge Marie et majoritairement romane, abrite un sous-sol qui serait une crypte ou un vide sanitaire. Depuis cette cavité, un souterrain, dont l'entrée murée est encore visible, a été visité par l'abbé Baudry au XIXe siècle. Il l'aurait parcouru sur 400 ou 500 mètres, mais aurait alors rebroussé chemin, sans réellement découvrir la longueur réelle de la galerie. La seule certitude est que le sous-sol calcaire du village a forcément été creusé pour construire des souterrains-refuges, et le réseau est peut-être assez complexe.
Alors que le conseil municipal s’oppose à la cession d’un territoire au-delà du Lay (164 hectares) à la commune de Grues, une loi du 2 novembre 1849 attribue pourtant le domaine de la Blanche à celle-ci.

## Politique et administration

### Liste des maires
| Période                                  | Période                 | Identité           | Étiquette | Qualité |
| ---------------------------------------- | ----------------------- | ------------------ | --------- | --- |
| Les données manquantes sont à compléter. |                         |                    |           | |
| 1897                                     | 30 mars 1932 (décès)    | Raoul Pacaud       | Rad.      | Médecin Député de la Vendée (1914 → 1919 et 1928 → 1932) Conseiller général de Moutiers-les-Mauxfaits (1898 → 1932) Président du conseil général de la Vendée (1920 → 1928) |
| mai 1932                                 | novembre 1947           | Prosper Péchereau  |           | Exploitant agricole, propriétaire |
| novembre 1947                            | mars 1971               | Henri Péchereau,   |           | Exploitant agricole |
| mars 1971                                | 15 février 1982 (décès) | Jacques Belleville |           | Vétérinaire |
| 1982                                     | 16 mars 2001            | Pierre Daviet,     |           | Radio-électricien, entrepreneur Vice-président de la CC du Pays Moutierrois                                                                                                 |
| 16 mars 2001                             | 21 mars 2008            | Jean-Pierre Berton | DVG       | Cadre retraité Vice-président de la CC du Pays Moutierrois |
| 21 mars 2008                             | 4 avril 2014            | Catherine Berthaux |           | Retraitée de l’Éducation nationale |
| 4 avril 2014                             | En cours                | Joël Monvoisin     | DVD       | Retraité de la Gendarmerie nationale 4e vice-président de Vendée-Grand-Littoral Réélu pour le mandat 2020-2026                                                              |

## Population et société

### Démographie

#### Évolution démographique
L'évolution du nombre d'habitants est connue à travers les recensements de la population effectués dans la commune depuis 1793. Pour les communes de moins de 10 000 habitants, une enquête de recensement portant sur toute la population est réalisée tous les cinq ans, les populations de référence des années intermédiaires étant quant à elles estimées par interpolation ou extrapolation. Pour la commune, le premier recensement exhaustif entrant dans le cadre du nouveau dispositif a été réalisé en 2004.

En 2022, la commune comptait 2 966 habitants, en évolution de +6,5 % par rapport à 2016 (Vendée : +5,33 %, France hors Mayotte : +2,11 %).
| 1793 | 1800 | 1806 | 1821 | 1831  | 1836  | 1841  | 1846  | 1851  |
| ---- | ---- | ---- | ---- | ----- | ----- | ----- | ----- | ----- |
| 839  | 828  | 942  | 970  | 1 061 | 1 068 | 1 152 | 1 201 | 1 258 |

| 1856  | 1861  | 1866  | 1872  | 1876  | 1881  | 1886  | 1891  | 1896  |
| ----- | ----- | ----- | ----- | ----- | ----- | ----- | ----- | ----- |
| 1 302 | 1 358 | 1 410 | 1 378 | 1 417 | 1 495 | 1 496 | 1 529 | 1 411 |

| 1901  | 1906  | 1911  | 1921  | 1926  | 1931  | 1936  | 1946  | 1954  |
| ----- | ----- | ----- | ----- | ----- | ----- | ----- | ----- | ----- |
| 1 424 | 1 416 | 1 368 | 1 177 | 1 149 | 1 152 | 1 154 | 1 074 | 1 050 |

| 1962 | 1968 | 1975 | 1982  | 1990  | 1999  | 2004  | 2006  | 2009  |
| ---- | ---- | ---- | ----- | ----- | ----- | ----- | ----- | ----- |
| 944  | 923  | 964  | 1 153 | 1 314 | 1 582 | 1 808 | 1 977 | 2 329 |

| 2014  | 2019  | 2022  | - | - | - | - | - | - |
| ----- | ----- | ----- | - | - | - | - | - | - |
| 2 728 | 2 878 | 2 966 | - | - | - | - | - | - |

#### Pyramide des âges
La population de la commune est relativement âgée.
En 2018, le taux de personnes d'un âge inférieur à 30 ans s'élève à 17,6 %, soit en dessous de la moyenne départementale (31,6 %). À l'inverse, le taux de personnes d'âge supérieur à 60 ans est de 56,8 % la même année, alors qu'il est de 31,0 % au niveau départemental.
En 2018, la commune comptait 1 327 hommes pour 1 520 femmes, soit un taux de 53,39 % de femmes, largement supérieur au taux départemental (51,16 %).
Les pyramides des âges de la commune et du département s'établissent comme suit.
| Hommes | Classe d’âge | Femmes |
| ------ | ------------ | ------ |
| 0,6    | 90 ou +      | 3,6    |
| 15,8   | 75-89 ans    | 17,1   |
| 37,8   | 60-74 ans    | 38,4   |
| 15,5   | 45-59 ans    | 15,3   |
| 10,4   | 30-44 ans    | 10,1   |
| 7,8    | 15-29 ans    | 6,6    |
| 12,0   | 0-14 ans     | 9,0    |

| Hommes | Classe d’âge | Femmes |
| ------ | ------------ | ------ |
| 0,8    | 90 ou +      | 2,2    |
| 8,7    | 75-89 ans    | 11,1   |
| 20,3   | 60-74 ans    | 21,3   |
| 20     | 45-59 ans    | 19,4   |
| 17,5   | 30-44 ans    | 16,8   |
| 15     | 15-29 ans    | 13,2   |
| 17,7   | 0-14 ans     | 16,1   |

## Culture locale et patrimoine

### Lieux et monuments
- Tour de Moricq, XVe siècle.

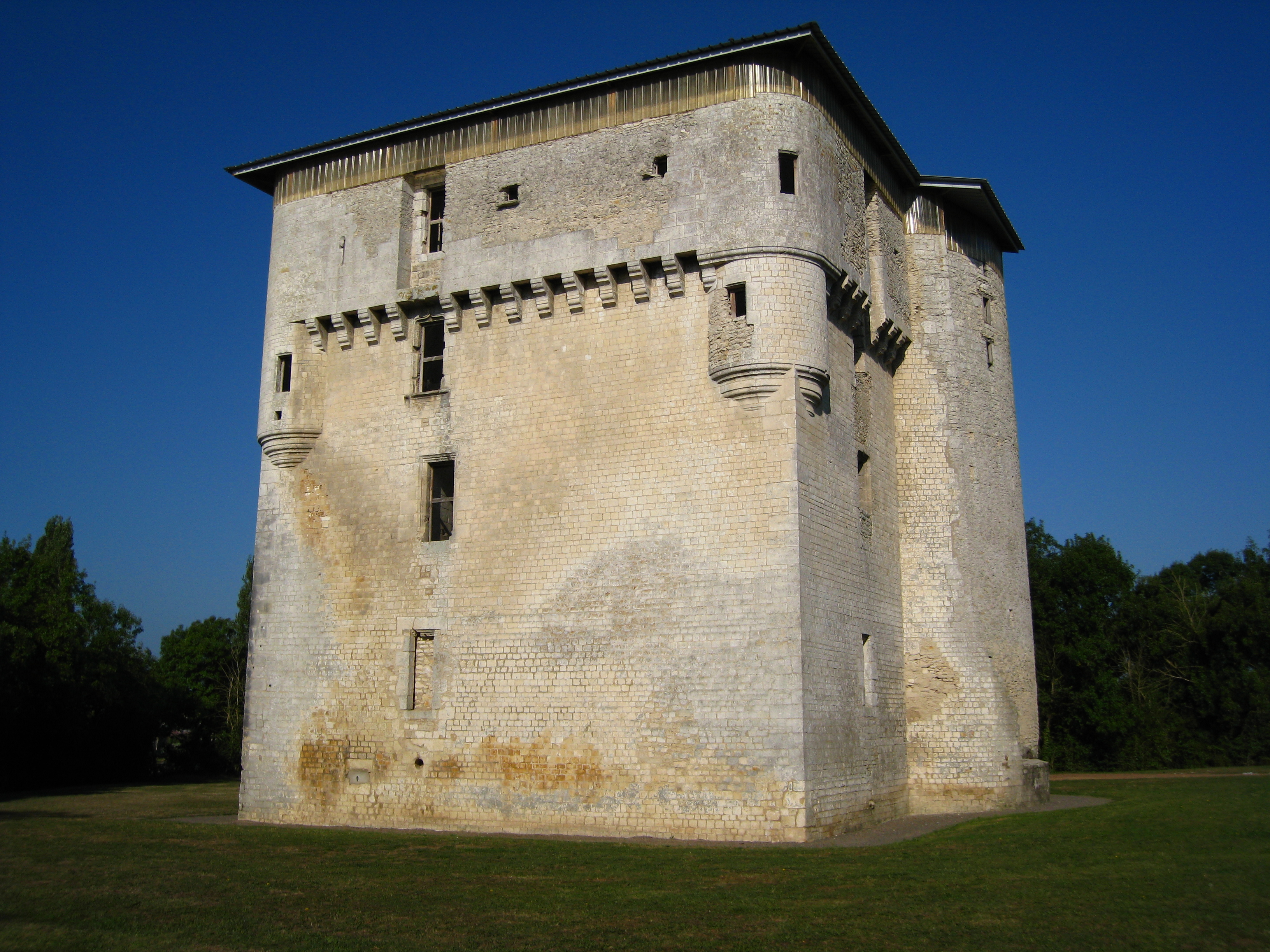
Tour de Moricq.

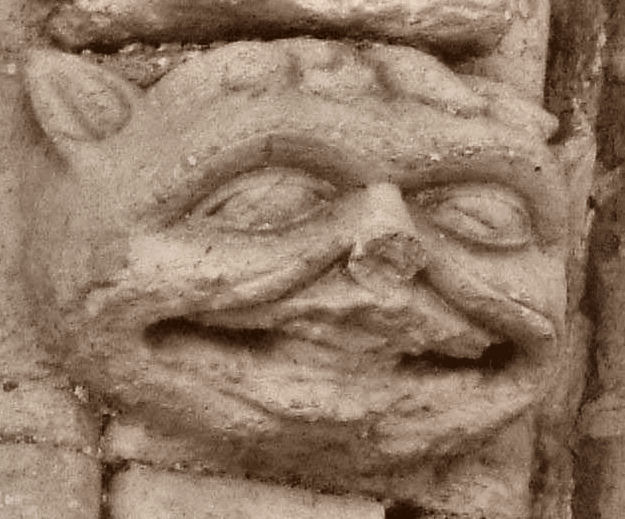
Notre-Dame d'Angles.

- Église Notre-Dame-des-Anges[36] du XIIe siècle, de style roman.
- Croix hosannière du XIIIe siècle.
- Pavillon de l'octroi, sur le canal des Bourasses, le long de la route du port.

### Personnalités liées à la commune
- Regnault Girard (v. 1375-1463), chevalier, seigneur de Bazoges, de Moricq et autres lieux, conseiller et maître d'hôtel du roi, maire de la Rochelle, ambassadeur du roi de France, etc., fait construire la Tour de Moricq dans les années 1430-1440.
- René-Antoine Ferchault de Réaumur dit Réaumur (1653-1687), physicien et naturaliste.
- Raoul Pacaud (1862-1932), homme politique, maire de la commune.
- Marcel Lebois (1916-1943), militaire, compagnon de la Libération. Il est né et inhumé à Angles dont une rue porte depuis son nom.
- Albert Deman (1929-1996), peintre et sculpteur, mort dans la commune.

### Manifestations et équipements culturels et sportifs
- Festival Biennal de théâtre amateur « Amathéa'Folies », au mois de mai.
- Fête des Peintres, le 1er mardi du mois d'août. Cette manifestation a lieu dans les rues du centre du village. Les peintres (amateurs comme professionnels) font des démonstrations devant le public.

### Héraldique
| Blason | Blasonnement : D'or aux trois bandes de sable, à l'écusson de gueules aux cinq tours d'argent ouvertes aussi de sable et ordonnées en sautoir, brochant sur le tout, au chef aussi de gueules chargé de la « bête d'Angles » passante d'argent, accostée à dextre d'une crosse d'or issant du trait du chef et à senestre d'une épée du même. |